# 尤里伊夫卡 (巴甫洛赫拉德區)
48°44′8″N 36°0′54″E / 48.73556°N 36.01500°E

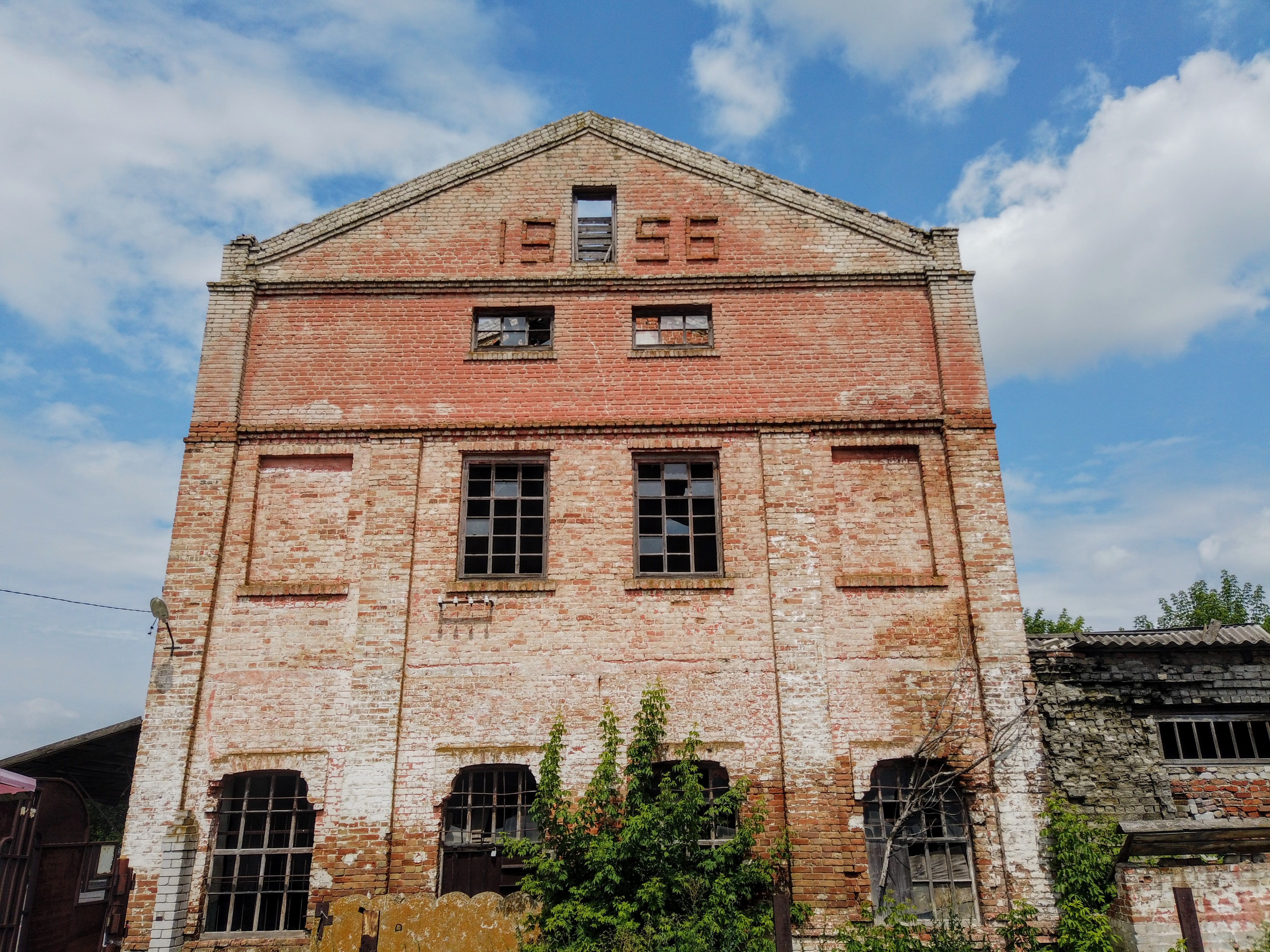
老蒸汽磨坊

尤里伊夫卡（烏克蘭語：Юріївка），2024年9月前名为尤爾伊夫卡（羅馬化：Yurivka），或按俄语名译为尤里耶夫卡，是位於烏克蘭中部第聶伯羅彼得羅夫斯克州的鎮，原為尤爾伊夫卡區的区府，現由巴甫洛赫拉德区尤爾伊夫卡市鎮管轄。該鎮始建於十八世紀，面積3.76平方公里，2001年人口2,533人，人口密度每平方公里674人。
2024年9月19日，乌克兰最高拉达将此村的名字改为尤里伊夫卡。

## 備注
1. ↑  俄语：，羅馬化：Yur'yevka

## 外部連結
- Погода в смт Юр'ївка （页面存档备份，存于）